# Саут-Бристоль (Мен)
Саут-Бристоль (англ. South Bristol) — місто (англ. town) в США, в окрузі Лінкольн штату Мен. Населення — 1127 осіб (2020).

## Демографія
Згідно з переписом 2010 року, у місті мешкали 892 особи в 418 домогосподарствах у складі 275 родин. Було 1076 помешкань
Расовий склад населення:
| - 98,5 % — білих - 0,6 % — чорних або афроамериканців - 0,2 % — азіатів - 0,1 % — корінних американців |

До двох чи більше рас належало 0,6 %. Частка іспаномовних становила 0,6 % від усіх жителів.
За віковим діапазоном населення розподілялося таким чином: 15,8 % — особи молодші 18 років, 54,0 % — особи у віці 18—64 років, 30,2 % — особи у віці 65 років та старші. Медіана віку мешканця становила 54,1 року. На 100 осіб жіночої статі у місті припадало 93,9 чоловіків;  на 100 жінок у віці від 18 років та старших — 92,6 чоловіків також старших 18 років.
Середній дохід на одне домашнє господарство  становив 84 157 доларів США (медіана — 55 875), а середній дохід на одну сім'ю — 105 736 доларів (медіана — 76 250). Медіана доходів становила 51 750 доларів для чоловіків та 37 250 доларів для жінок. За межею бідності перебувало 9,7 % осіб, у тому числі 6,0 % дітей у віці до 18 років та 5,3 % осіб у віці 65 років та старших.
Цивільне працевлаштоване населення становило 532 особи. Основні галузі зайнятості: освіта, охорона здоров'я та соціальна допомога — 22,2 %, науковці, спеціалісти, менеджери — 13,9 %, роздрібна торгівля — 12,6 %, будівництво — 12,0 %.